# Canal de la ville (Riga)
Le canal de la ville (en letton : Pilsētas kanāls) est un canal à Riga en Lettonie.

## Présentation
Le canal de la ville est un cours d'eau artificiel situé au centre de la ville de Riga, sur la rive droite du fleuve Daugava. 
Le canal fait 3,2 kilomètres de long, environ 2 mètres de profondeur, et compte 16 ponts de différentes largeurs. 
Le canal commence au marché central, sous le pont ferroviaire. 
Le canal n'a pas de dénivelé et un débit régulier. Des écluses ont été installées aux deux extrémités du canal pour empêcher les vagues, et il est entouré de verdure au bord du canal créée au XIXe siècle.
La partie centrale du canal a été aménagée et constitue le canal de verdure.

## Histoire
En 1857, l’empereur Alexandre II autorise la démolition des remparts de Riga. 
Un an plus tard, Moscou a approuvé un projet visant à remplacer les remparts par un canal urbain qui pourrait être utilisé pour le transport de marchandises par petits bateaux et comme réservoir d'eau en cas d'incendies dans la ville. Il était prévu de créer des zones de loisirs pour les citadins le long du canal. Le tracé du canal coïncide presque avec celui du fossé de fortification. Le début du fossé de Daugava près de l'actuel marché central jusqu'à la rue Krišjāņa Valdemāra iela. Cette extrémité du canal a été comblée en créant un prolongement de la rue jusqu'au Daugava. L'autre extrémité actuelle du canal menant au Daugava a été créée à partir de l'ancien fossé de la Citadelle.
Le canal repose sur les douves de Riga, larges de 90 m, qui constituaient un élément important de la défense militaire de la ville au Moyen Âge. Le canal prend son aspect actuel à partir de 1857, lorsque les ouvrages de fortification sont progressivement démolis : le fossé de fortification de la ville est relié à l'un des fossés de fortification de la citadelle, il est partiellement comblé et les berges sont renforcées par des planches de chêne. 
Les courbes du canal ressemblent encore à peu près aux contours des anciennes fortifications.

## Galerie

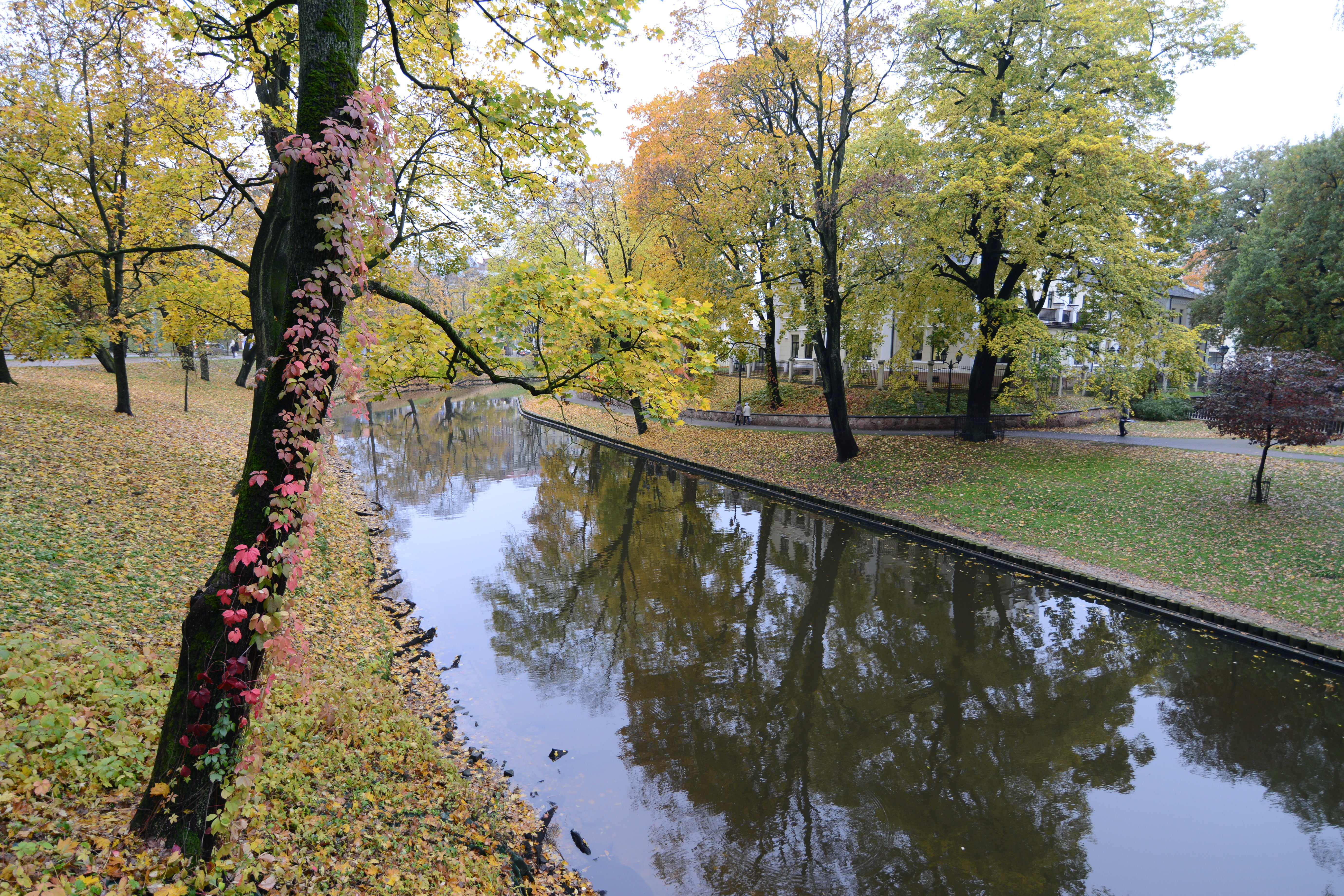
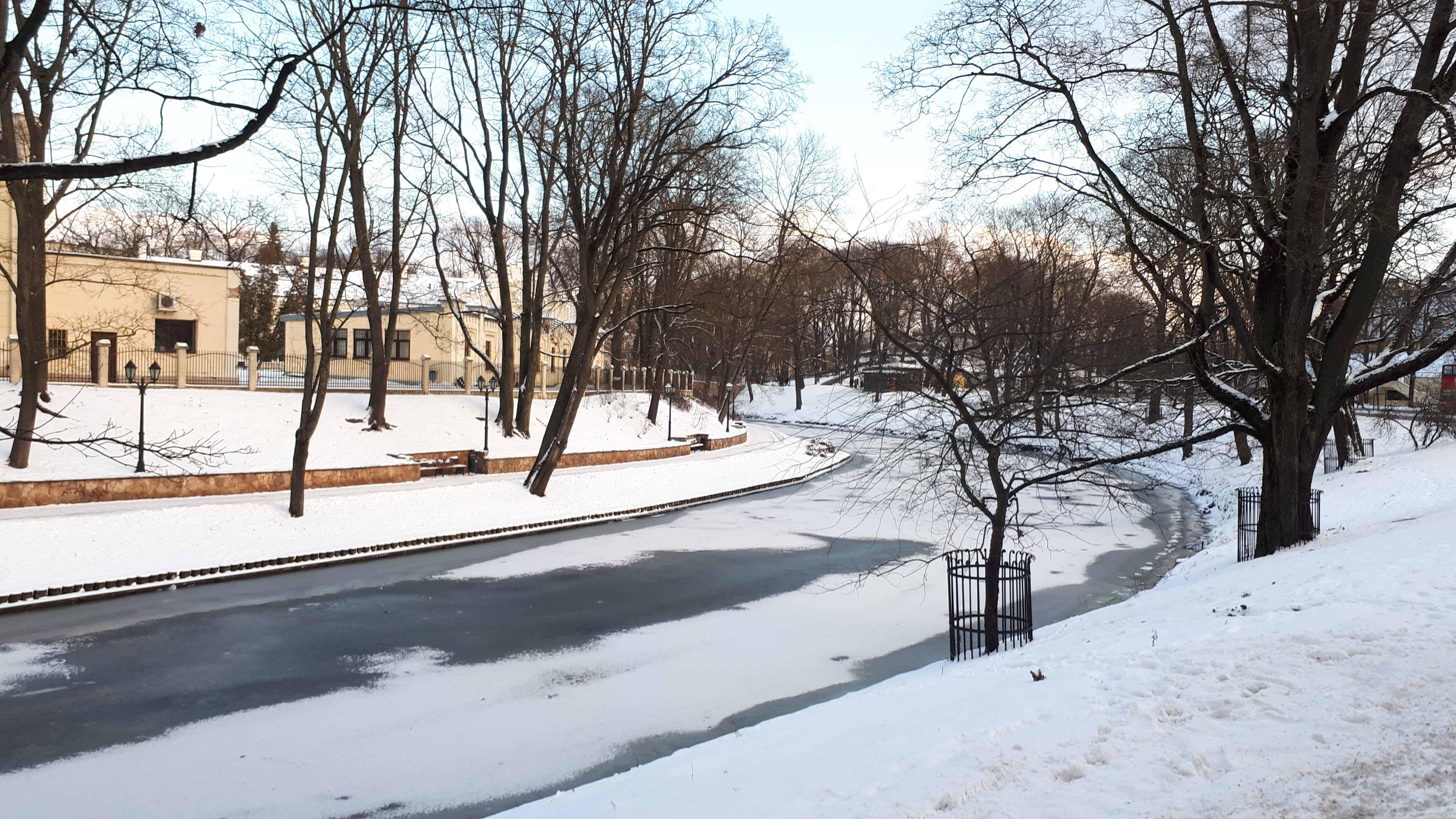
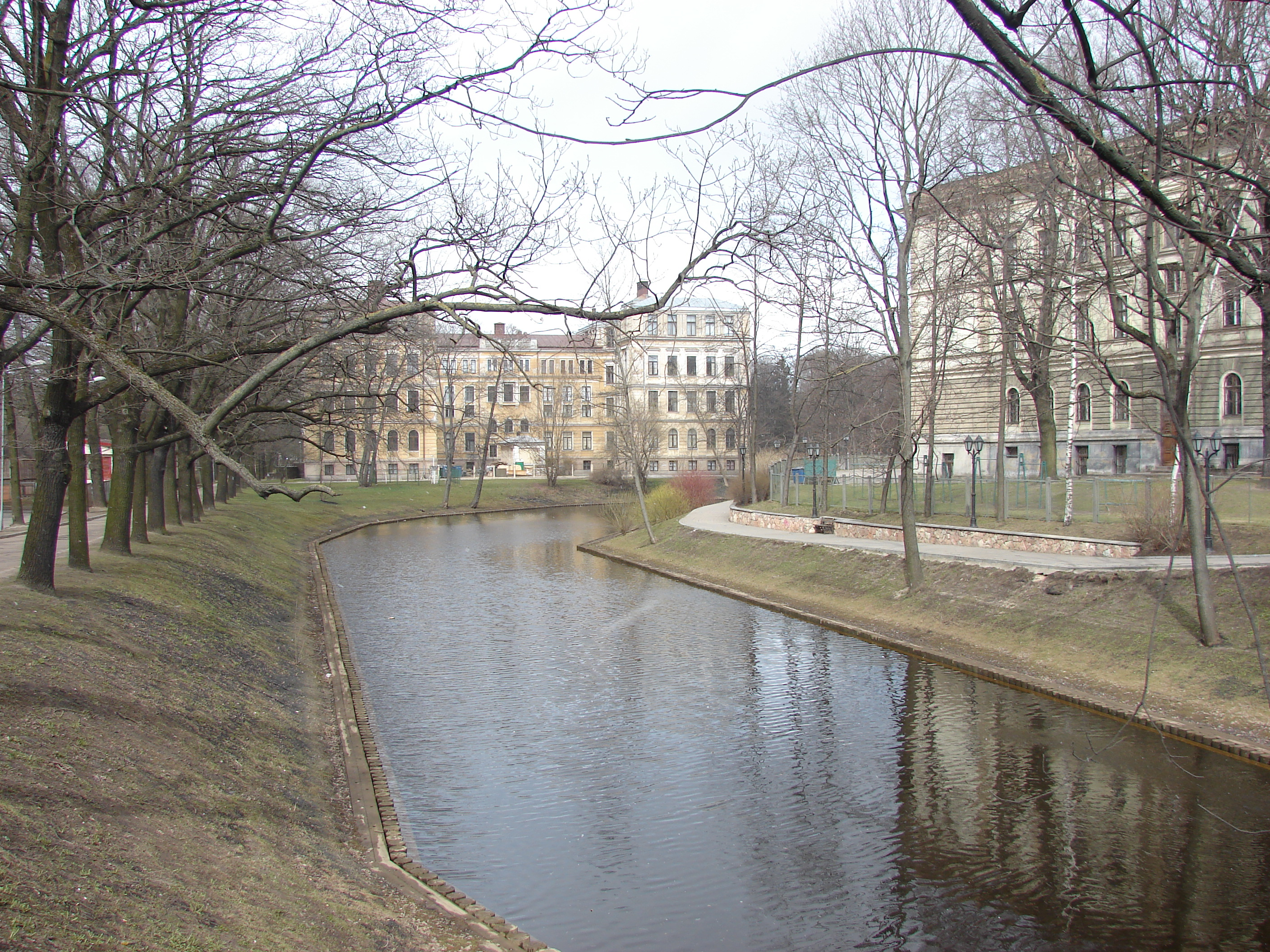
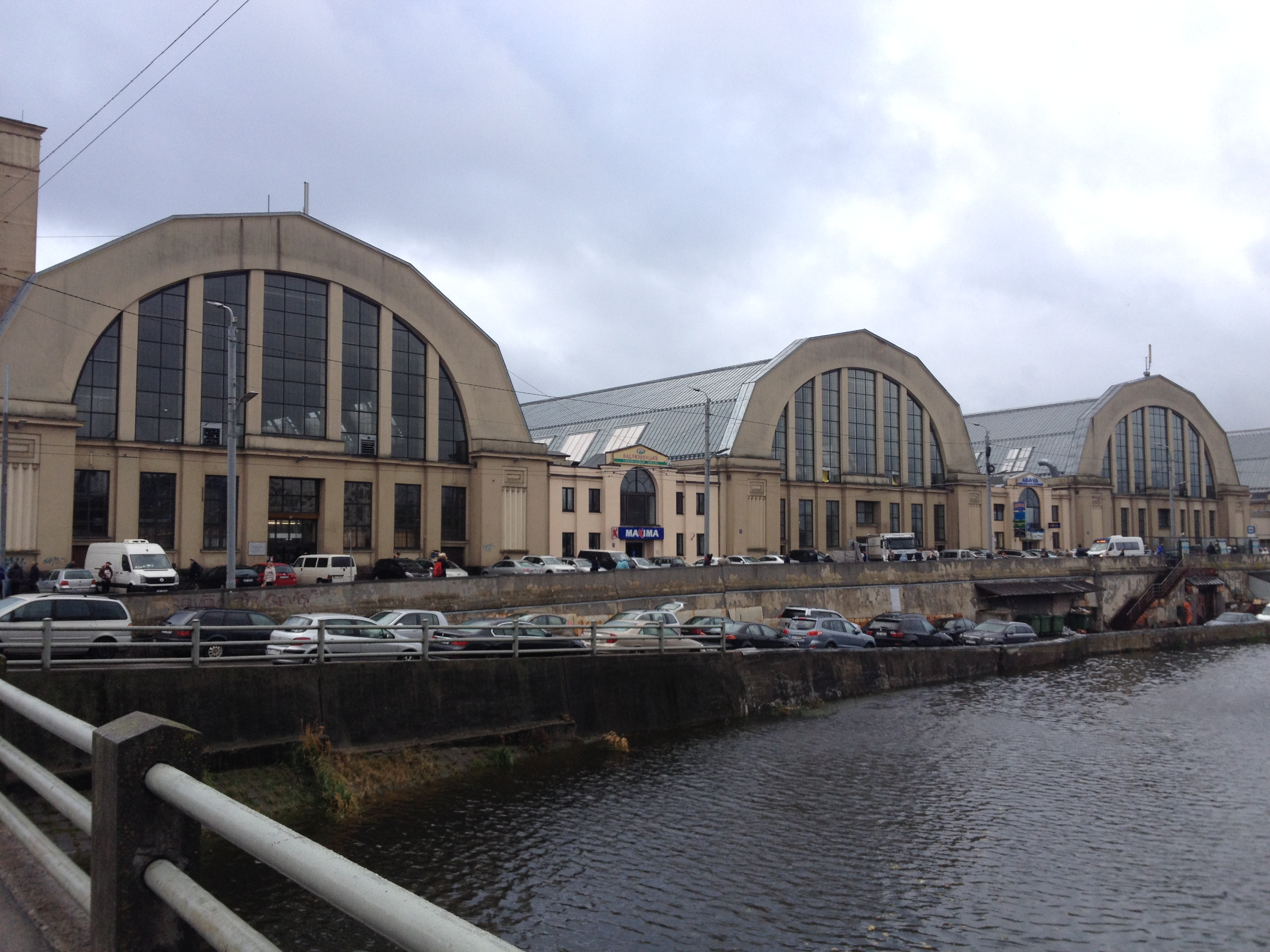